# Union Studio
Koordinaten: 48° 4′ 53,5″ N, 11° 31′ 11,2″ O
Das Union Studio in München war ein ursprünglich 1963 gegründetes Tonstudio im Stadtteil Solln. In diesem Studio begann unter anderem der bekannte Musikproduzent Reinhold Mack seine Karriere als Toningenieur.

## Hintergrund
Das Studio wurde 1963 als Studio Allach gegründet und später in Union Studio umbenannt. Es befand sich in der Allescherstraße 16 in München-Solln und verfügte zunächst nur über einen Aufnahmeraum, doch nach der Erweiterung 1969 ermöglichte ein zweiter Aufnahmeraum ein breiteres Spektrum, und die Betreiber boten sich insbesondere Schlagerkünstlern für deren Produktionen an. So nahmen beispielsweise Ivan Rebroff, Udo Jürgens, Rex Gildo, Bruce Low, Katja Ebstein, Howard Carpendale, Mary Roos und andere dort auf.
Reinhold Mack, der nach seinem Wehrdienst bei der Bundeswehr eine neue Aufgabe suchte, zog Anfang der 1970er Jahre nach München. In der Annahme, einfach in einem Studio anfangen zu können, dort alles Nötige zu lernen und dann evtl. einen sich neu orientierenden Mitarbeiter ersetzen zu können, durchsuchte er das Münchner Telefonbuch nach infrage kommenden Studios und wurde zu einer Vorstellung ins Union Studio eingeladen. Er bekam den Job als Toningenieur und produzierte zunächst vor allem Fahrstuhlmusik. Dabei entwickelte er eine besonders effektive Arbeitsweise, die sich schnell herumsprach und die Aufmerksamkeit Giorgio Moroders weckte, der ihn abwarb und die Musicland Studios mit ihm gründete.

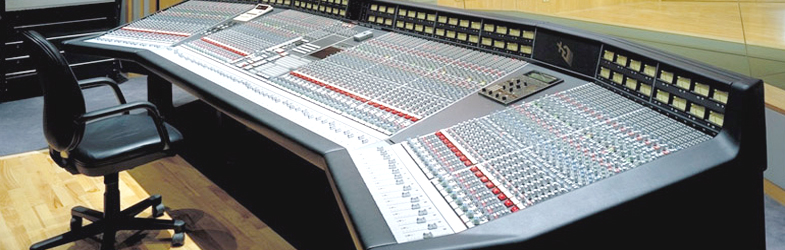
SSL-4000 Mischpult (Beispielbild)

1979 wurde in einem weiteren Anbau das erste von insgesamt zwei SL4000 Mischpulten der Firma Solid State Logic eingebaut, sodass nun auch Abmischungen vorgenommen werden konnten. Der neu entstandene Aufnahmeraum war von Tom Hidley, einem renommierten Studiobauer aus den USA, gestaltet worden. 1981 erfolgte der Einbau der zweiten SL4000-Konsole.
Die Studios wurden 1999 geschlossen.

## Aufgenommene Alben (Auszug)
- Stevie Wonder – The Woman In Red (Selections From The Original Motion Picture Soundtrack)
- A Flock of Seagulls – Listen
- Eruption – Leave A Light
- Spandau Ballet – Parade
- Out of Focus – Wake Up!
- Umberto Tozzi – Gloria, (1979); Poste '80 (1980);
- Frank Duval – If I Could Fly Away (Juli/Oktober 1982)